# Baia di San Cataldo
La baia di San Cataldo è una insenatura costiera situata tra il comune di Terrasini e Trappeto, in Sicilia.
Celebre per lo sbarco della flotta angioina avvenuta nel 1314, è posta in prossimità della foce del torrente Nocella.
La Baia, liberamente accessibile a piedi, ha uno stabilimento balneare con parcheggio annesso a pagamento. Altrimenti per chi volesse, è possibile parcheggiare l'auto nel parcheggio superiore sempre a pagamento.  